# 황진이의 일생
《황진이의 일생》은 윤봉춘이 감독한 대한민국의 영화이다. 방수일 등이 주연으로 출연하였고 이택균 등이 제작에 참여하였다.

## 출연

### 주연
- 방수일
- 강숙희
- 이택균
- 도금봉

## 기타
- 원작자: 석암
- 조명: 김영달